# 楠原基
楠原 基（くすはら はじめ、1955年 - ）は、広島県出身のアマチュア野球選手（外野手）。

## 経歴
広島商業高校では外野手、控え投手として活躍。1973年春の選抜に同期の左腕エース佃正樹を擁し、右翼手、三番打者として出場。準決勝では作新学院の江川卓を攻略し勝利。決勝に進むが横浜高の永川英植に抑えられ準優勝にとどまる。同年の夏の甲子園にも四番打者として出場し、決勝で植松精一のいた静岡高を降し優勝を飾る。同年の日韓親善高校野球にも出場。他の高校同期に金光興二、達川光男らがいた。
1974年に高校卒業後、佃、金光とともに法政大学に進学。エース江川をはじめ金光、植松精一、袴田英利、島本啓次郎、徳永利美、中林千年（松江商出身）や鎗田英男（熊谷商出身）両投手ら同期、1年上の高代延博や船木千代美（秋田市立高出身）投手、下級生の前嶋純二（平安高出身）や居郷肇らと黄金期を築く。東京六大学野球リーグでは4連覇を含む5回優勝。1976年の明治神宮野球大会では決勝で松本匡史、山倉和博らを打の主軸とする早大を破り初優勝、1977年の同大会は決勝で原辰徳のいた東海大を降し2年連続優勝を達成。1975年春季リーグでベストナイン（外野手）に選出され、同年の第4回日米大学野球選手権大会日本代表となる。
1978年に大学卒業後、日本生命に入社。都市対抗や社会人野球日本選手権の常連として活躍。1981年の社会人野球日本選手権では百村茂樹、佐藤清と強力打線を組む。大学後輩の加藤重雄らの好投もあって準決勝に進むが、大昭和製紙北海道に敗退。1983年限りで引退。